# Benjamin Carter Hett
Benjamin Carter Hett, auch B.C. Hett, (* 1965 in Rochester, New York) ist ein US-amerikanischer Historiker und Professor am Hunter College der City University of New York.

## Leben
Hetts akademische Ausbildung erfolgte zunächst an der University of Alberta, wo er 1987 den Bachelor-Abschluss (B.A.) in politischen Wissenschaften machte. 1990 erwarb er an der University of Toronto nach einem Studium der Rechtswissenschaften den akademischen Grad des Juris Doctor (J.D.) Er arbeitete anschließend vier Jahre lang als Jurist, ehe er 1995 ebenfalls an der University of Toronto den Master of Arts (M.A.) in moderner europäischer Geschichte erlangte.
Hett promovierte 2001 bei David Blackbourn an der Harvard University mit einer Studie zu Justizprozessen in Berlin um 1900, für die er 2002 mit dem Harold K. Gross Prize für die beste geschichtswissenschaftliche Dissertation des Jahres der Harvard University ausgezeichnet wurde. Die Arbeit wurde auch von Frank Bösch in H-Soz-u-Kult gelobt. Sie habe „viele Vorzüge“ und stelle eine „lesenswerte Studie zur Sozial- und Kulturgeschichte des Gerichtsraumes“ dar. Seit 2003 lehrt er am Hunter College der City University of New York (CUNY). Von 2003 bis 2008 als Assistant Professor, von 2008 bis 2012 als Associate Professor und seit August 2012 als ordentlicher Professor.
Für seine Biographie zu Hans Litten, 2008 unter dem Titel Crossing Hitler publiziert, erhielt Hett den Ernst Fraenkel Prize in Contemporary History.
Hetts Anfang 2014 erschienene Monografie Burning the Reichstag. An investigation into the Third Reich's enduring mystery, die 2016 als erweiterte deutsche Ausgabe unter dem Titel Der Reichstagsbrand. Wiederaufnahme eines Verfahrens erschienen ist, erfuhr sowohl Zustimmung als auch Kritik. Uwe Soukup beispielsweise sieht in seiner ausführlichen Rezension in dem Band eine überzeugende Präsentation von Indizien und Argumentation gegen die These vom Alleintäter Marinus van der Lubbe beim Reichstagsbrand 1933. Der britische Historiker Richard J. Evans hingegen attestiert in seiner umfassenden Besprechung von Hetts Monografie zwar auch eine breite Quellen- und Literaturbasis, sie sei zudem gut geschrieben; doch er kritisiert, dass sie nicht als ausgewogene geschichtswissenschaftliche Studie, sondern eher als einseitig gegen die Alleintäterthese gerichtete Anklageschrift verfasst sei. Fritz Tobias werde von Hett in die Ecke des Rechtsextremismus gestellt und die einschlägige Arbeit von Sven Felix Kellerhoff, Der Reichstagsbrand: Die Karriere eines Kriminalfalls, würde kaum erörtert.
Ian Kershaw äußerte gegenüber dem Tagesspiegel, dass er in seiner Hitler-Biografie die Ausführungen zum Reichstagsbrand nach Lektüre dieses Buchs „heute anders schreiben würde“ und lobte Hetts Studie als eine „peinlich genaue Untersuchung“. Das Werk wurde von der Central European History Society (CEHS) mit dem Hans Rosenberg Book Prize für das beste in Nordamerika erschienene englischsprachige Buch zur europäischen Geschichte ausgezeichnet.

## Werke
- Death in the Tiergarten. Murder and criminal justice in the Kaiser's Berlin. Harvard University Press, Cambridge Massachusetts / London 2004, ISBN 0-674-01317-4 (zugl. Dissertation Harvard University 2001)
- Crossing Hitler. The man who put the Nazis on the witness stand. Oxford University Press, New York / Oxford 2008, ISBN 978-0-19-536988-5. (Biographie des von den Nationalsozialisten ermordeten Hitlergegners Hans Litten)
- Burning the Reichstag. An investigation into the Third Reich's enduring mystery. Oxford University Press, Oxford 2014, ISBN 978-0-19-932232-9.

Überarbeitete und erweiterte Fassung in deutscher Sprache: Der Reichstagsbrand. Wiederaufnahme eines Verfahrens. Rowohlt, Reinbek bei Hamburg 2016, ISBN 978-3-498-03029-2.
- mit Michael Wala: Otto John. Patriot oder Verräter: Eine deutsche Biografie. Rowohlt, Hamburg 2019, ISBN 978-3-498-03030-8.
- Eskalationen. Wie Hitler die Welt in den Krieg zwang. Reclam, Ditzingen 2021, ISBN 978-3-15-011322-6.[9]